# Paratricommatus mahnerti
Paratricommatus mahnerti is een hooiwagen uit de familie Gonyleptidae.